# كورنيل غرين
كورنيل غرين (بالإنجليزية: Cornell Green)‏ (10 فبراير 1940 بأوكلاهوما سيتي في الولايات المتحدة - ) هو لاعب كرة قدم أمريكية ولاعب كرة سلة أمريكي في مركز ظهير خلفي ‏.

## وصلات خارجية
- كورنيل غرين على موقع سبورتس رفرنس (الإنجليزية)
- كورنيل غرين على موقع كلية كرة السلة في سبورتس رفرنس.كوم (الإنجليزية)
- كورنيل غرين على موقع ريلجم (الإنجليزية)
- كورنيل غرين على موقع مرجع كرة القدم المحترفة.كوم (الإنجليزية)